# تتماچ
تتماج (کاشان)، روستایی از توابع بخش مرکزی شهرستان کاشان در استان اصفهان ایران است.  

## جمعیت
این روستا در دهستان خرم‌دشت قرار دارد و براساس سرشماری مرکز آمار ایران در سال ۱۳۸۵، جمعیت آن ۷۱ نفر (۴۰خانوار) بوده‌است.